# Leptelmis brunnelineata
Leptelmis brunnelineata is een keversoort uit de familie beekkevers (Elmidae). De wetenschappelijke naam van de soort werd in 2003 gepubliceerd door Zhang & Yang.